# V. Perales
V. Perales (Espanya, segle XIX). Forma part del grup de músics sorgits del que va suposar la renovació de la música religiosa valenciana empresa per figures com Juan Bautista Guzmán, José María Úbeda i Salvador Giner. Seguint l'estètica italianitzant del moment, agrupen quasi la totalitat de les seves produccions en les pàgines de la Biblioteca Sacro Musical (BSM).

## Obres
- Música religiosa: Colección de misterios, 3V, órg. (IA)
- Dolores a nuestra señora, 4V, órg (IA)
- ¡O admirable sacramento!, Letrs para la Sagrada Comunión, 3V, órg. (IA, BSM, 7, 77)
- Plegaria a la Sma. Virgen, V. órg (IA)
- Rosario, 3V, Co, órg (IA)